# Acetilornitina deacetilase
Em enzimologia, uma acetilornitina deacetilase (EC 3.5.1.16) é uma enzima que catalisa a reação química:
N2-acetil-L-ornitina + H2O {\displaystyle \rightleftharpoons } acetato + L-ornitina
Assim, os dois substratos desta enzima são N2-acetil-L-ornitina e H2O, enquanto seus dois produtos são acetato e L-ornitina.
Esta enzima pertence à família das hidrolases, aquelas que atuam em ligações carbono-nitrogênio que não sejam ligações peptídicas, especificamente em amidas lineares.  O nome sistemático desta classe de enzima é N2-acetil-L-ornitina amidohidrolase.  Outros nomes de uso comum incluem acetilornitinase, N-acetilornitinase, e 2-N-acetil-L-ornitina amidohidrolase.  Esta enzima participa no ciclo da ureia e metabolismo dos grupos amino.

## Estudos estruturais
No final de 2007, dois estruturas tem sido resolvidas para essa classe de enzimas, com códigos de acesso PDB 2F7V e 2F8H.